# نهائي كوبا ليبرتادوريس 1988
نهائي كأس ليبرتادوريس 1988 هو النهائي التاسع والعشرون من بطولة كأس ليبرتادوريس لتحديد بطل كوبا ليبرتادوريس عام 1988 . وخاضها نادي ناسيونال الأوروغوياني والأرجنتيني نيويلز أولد بويز . أقيمت مباراة الذهاب في 19 أكتوبر على ملعب جيغانتي دي أرويتو من روساريو ،  مع مباراة الإياب يوم 26 أكتوبر في ملعب سينتيناريو في مونتيفيديو . 
فاز ناسيونال 3-1 في مجموع المباراتين ، محققًا لقبه الثالث في كأس ليبرتادوريس.  

## الفرق المتأهلة
| فريق               | مشاركات سابقة (الخط الغليظ يشير إلى فوز) |
| ------------------ | ---------------------------------------- |
| شباب نيولز القدماء | -                                        |
| ناسيونال           | 5 ( 1964، 1967، 1969، 1971 ، 1980 )      |